# 捷克文化部

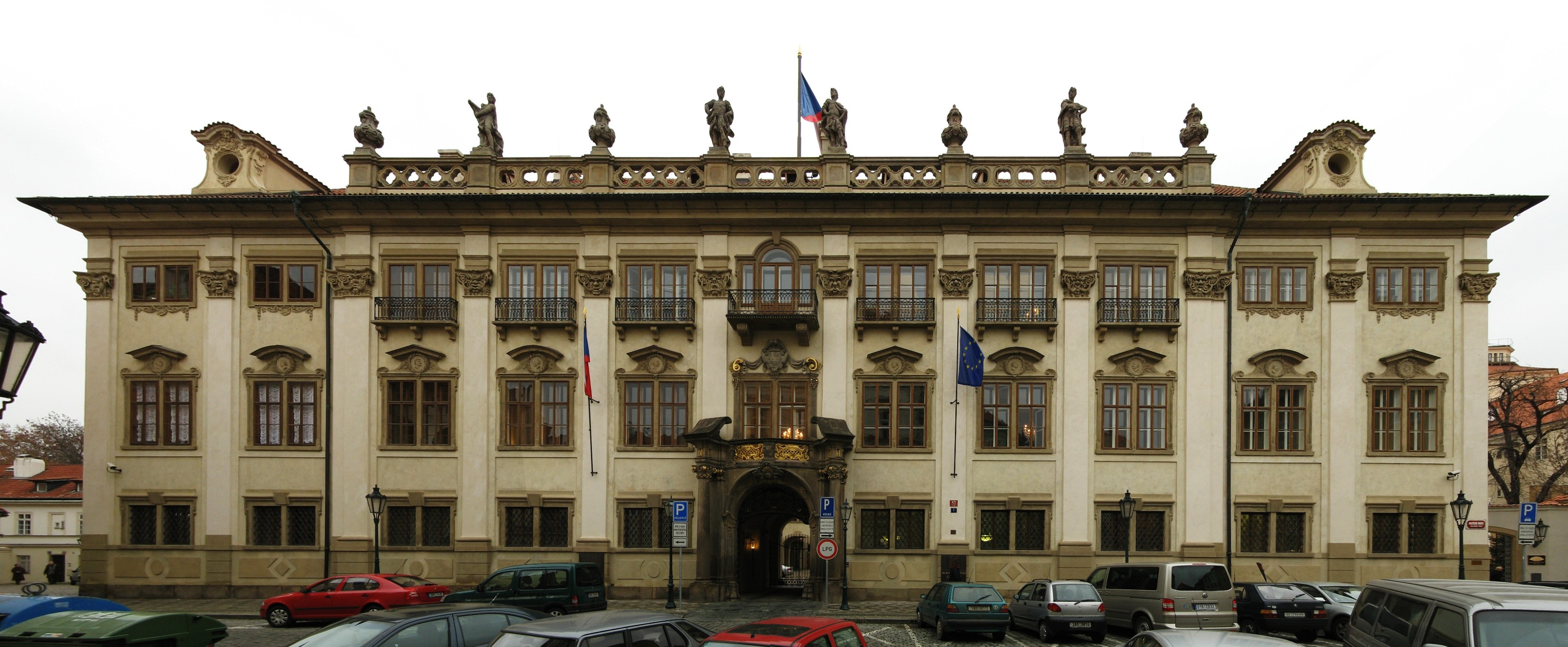
办公大楼

捷克共和国文化部（捷克語：Ministerstvo kultury České republiky），捷克政府部门之一，负责文化事务。捷克文化部办公大楼位于布拉格小城。现任部长Daniel Herman，2014年1月上任。